# Чаранго
Чаранґо (айм., ісп. Charango) — невеликий південноамериканський струнний музичний інструмент з сімейства лютневих, тип гітари, приблизно 66 см завдовжки, що традиційно виготовляється з раковини задньої частини броненосця. Інструмент зазвичай має 10 струн, хоча існують й інші різновиди.